# 梅津錦一

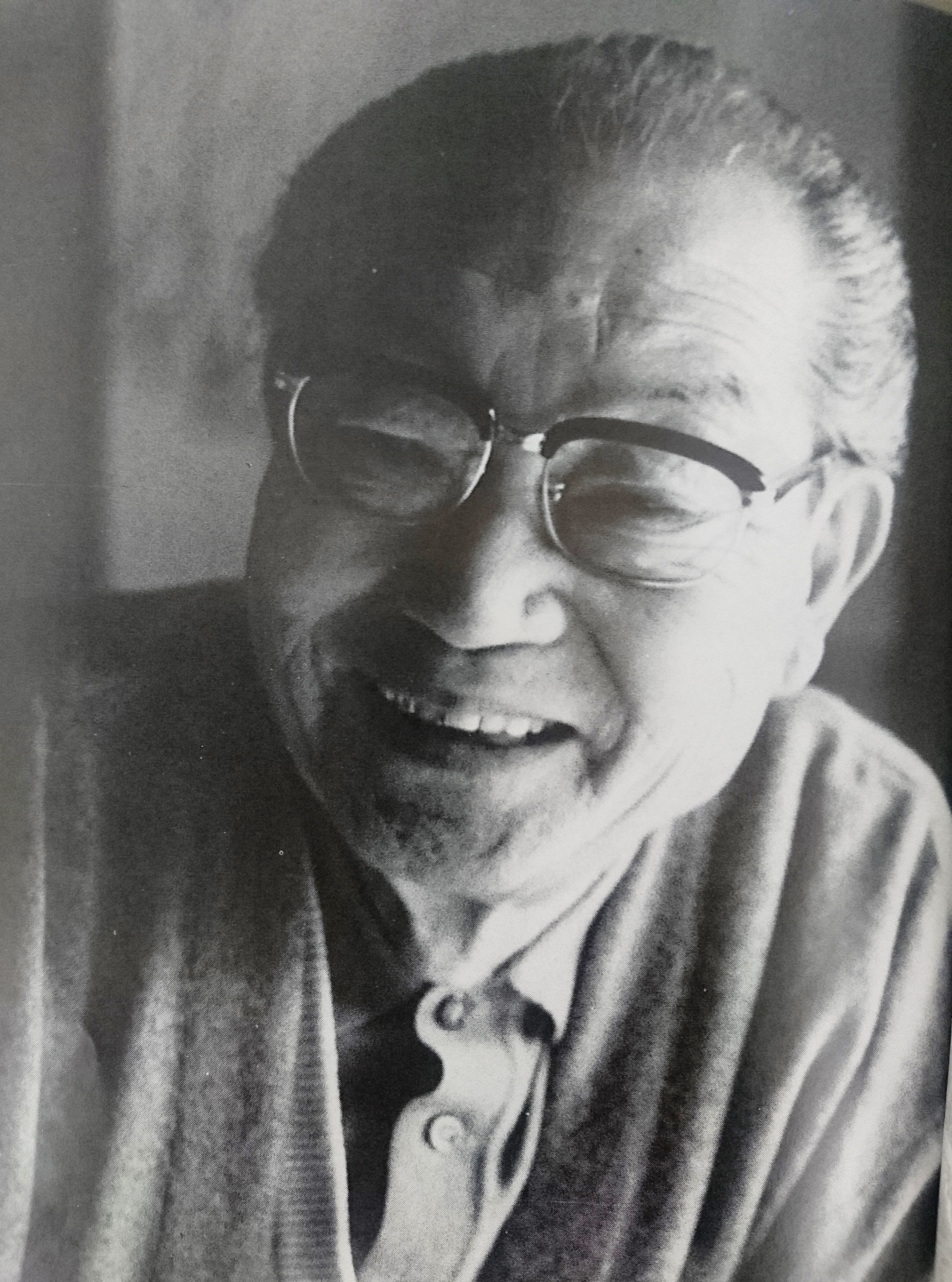
梅津錦一自邸にて

梅津 錦一（うめづ きんいち、1898年12月22日 - 1984年2月18日）は、日本の政治家、教員、実業家。参議院議員（1期、日本社会党）。

## 経歴
1898年、元前橋藩士・梅津幸次郎、とう(元前橋藩目付・明石家長女）の長男として群馬県前橋市高田町(現・文京町一丁目）に生まれる。1913年、教員養成所に入所し、翌年桂萱小学校補助教員となる。1920年、群馬師範学校本科卒業とともに桐生市北小学校に赴任した。
1947年、高崎市立片岡中学校初代校長に就任。同年、第1回参議院議員通常選挙で、群馬県選挙区より日本社会党公認で立候補し、当選。厚生常任委員長（2期）在任中に、日本赤十字社法の制定をはじめ、児童福祉法・国民栄養改善法・優生保護法改正・遺家族援護法改正案の各法の改正、義務教育の6・3制完全実施に関する決議等に関与した。
1953年、セメント製硬質タイルの製法特許を取得、東京都より発明奨励賞授与。翌年、日本タイライト工業株式会社を東京都板橋区前野町に設立し、取締役社長に就任した。
1969年11月の秋の叙勲で勲三等に叙され、旭日中綬章を受章する。
1978年、株式会社すいらん会長に就任した。
初代群馬県教組初代委員長。西川コンクリート顧問、森産業株式会社顧問及び相談役も歴任した。
1984年2月18日、死去した。85歳没。同月24日、特旨を以て位記を追賜され、死没日付をもって正五位に叙された。